# Bollington
Bollington är en ort och civil parish i grevskapet Cheshire i England. Orten ligger i distriktet Cheshire East, cirka 4 kilometer nordost om Macclesfield och cirka 23 kilometer sydost om centrala Manchester. Tätortsdelen (built-up area sub division) Bollington hade 7 373 invånare vid folkräkningen år 2011.